# XVIII округ Парижа
18-й округ Парижа, Arrondissement de la Butte-Montmartre, является одним из 20 муниципальных округов Парижа. Он объединяет бо́льшую часть бывших коммун Монмартр и Ла Шапель и деревни Клиньянкур (Clignancourt), которые были включены в черту города 1 января 1860 года.
Главную часть округа занимает холм Монмартр, а на востоке — многочисленные железнодорожные пути, ведущие к расположенным в соседнем 10-м округе Восточному (Gare de l’Est) и Северному (Gare du Nord) вокзалам.

## Географическое положение
18-й округ расположен на правом берегу реки Сена. Он граничит на западе с 17-м, на востоке с 19-м, на юге с 9-м и 10-м округами.

## Население
Площадь 18-го округа составляет примерно 601 га. На 2005 год население округа составило 188 500 человек при плотности населения 31 364 чел/км². Таким образом, в округе проживают примерно 8,7 % населения Парижа.
В квартале Ля-Шапель проживает большая община ланкийских тамилов, а также индийцы из Пондичерри, Маврикия и Реюньона.

## Кварталы
Округ включает в себя следующие 4 квартала (с 69 по 72 номер):
- Гранд-Карьер — Большие карьеры (Quartier des Grandes-Carrières)
- Клиньянкур (Quartier de Clignancourt)
- Гутт-д’Ор — Золотая капля (Quartier de la Goutte-d’Or)
- Ля-Шапель (Quartier de La Chapelle)

## Достопримечательности
- Базилика Сакре-Кёр
- Площадь Тертр (площадь художников)
- Мулен Руж
- Музей Дали
- Рынок в Ла Шапель
- Пигаль (парижский район красных фонарей)
- Кабаре «Проворный кролик»
- Виноградник Монмартра (продают вино за относительно высокую цену, вырученные средства поступают в Фонд развития 18-го округа)
- Кладбище Монмартр
- Церковь Сен-Пьер-де-Монмартр
- Церковь Сан-Бернар
- Церковь Жанны д’Арк
- Кафе «Две мельницы»
- Стена любви

## Транспорт
Метро: линии 2, 4, 12, 13. 

Также ходит «Монмартробюс» и работает монмартрский фуникулёр.

## В искусстве
В XVIII округе Парижа происходили съёмки следующих фильмов и сериалов: «Ad vitam» (2025).